# Vigueron
Vigueron ist eine französische Gemeinde mit 120 Einwohnern (Stand 1. Januar 2022) im Département Tarn-et-Garonne in der Region Okzitanien. Sie gehört zum Kanton Beaumont-de-Lomagne und zum Arrondissement Castelsarrasin. 

## Lage
Die Gemeinde mit einem Dorfkern auf 220 Metern über Meereshöhe grenzt im Nordwesten an Sérignac, im Nordosten an Belbèze-en-Lomagne, im Osten an Saint-Sardos (Berührungspunkt), im Südosten an Comberouger und im Südwesten an Beaumont-de-Lomagne. An der östlichen Gemeindegrenze verläuft das Flüsschen Tessonne, das hier zu einem kleinen See aufgestaut wird.

## Bevölkerungsentwicklung
| Jahr      | 1962 | 1968 | 1975 | 1982 | 1990 | 1999 | 2008 | 2015 |
| --------- | ---- | ---- | ---- | ---- | ---- | ---- | ---- | ---- |
| Einwohner | 132  | 136  | 109  | 107  | 95   | 100  | 117  | 137  |